# Seznam emo skupin
A
Aiden
Angel Hair (band)
An Angle
Antioch Arrow
B
Behind Crimson Eyes
Braid (band)
Bullet for My Valentine
C
Cap´n Jazz
Christie Front Drive
Circle Takes the Square
City of Caterpillar
Copeland (band)
Criteria (band)
Cursive (band)
D
Dag Nasty
Dashboard Confessional
E
Elliott (band)
Embrace (U.S. band)
Ephen rian
F
Fall Out Boy
Favez
Fire Party
From Autumn to Ashes
Fugazi (band)
Funeral for a Friend
G
The Get Up Kids
H
Halifax (band)
Hawthorne Heights
Heroin (band)
Hidden in Plain View
Hoover (band)
Hot Cross
The Hot Lies
Hot Rod Circuit
I
Indian Summer (band)
J
Jack´s Broken Heart
Jejune
Jimmy Eat World
The Juliana Theory
Just Surrender
L
Lifetime (band)
M
Mineral (band)
Mohinder
Moments in grace
Moss Icon
My Chemical Romance
Moneen
N
Nation of Ulysses
P
Panic! at the Disco
Pollen (band)
Portraits of Past
The Promise Ring
R
Rainer Maria
Reggie and the Full Effect
Richmond Hill (band)
Rites of Spring
Rival Schools (band)
S
Saetia
Saosin
Saves the Day
Self Against City
Sense Field
Shudder to Think
Silverstein
Something Corporate
Spitalfield
The Starting Line
A Static Lullaby
Sunny Day Real Estate
Swing Kids (band)
T
Taking Back Sunday
Texas Is the Reason
Thrice
Thursday (band)
Typecast (band) 
twenty øne piløts
W
Waking Ashland
Y
Yaphet Kotto (band)